# Carlo Gabriel Nero
Carlo Gabriel Nero, pseudonimo di Carlo Gabriel Sparanero (Londra, 16 settembre 1969), è uno sceneggiatore e regista britannico con cittadinanza italiana.

## Biografia

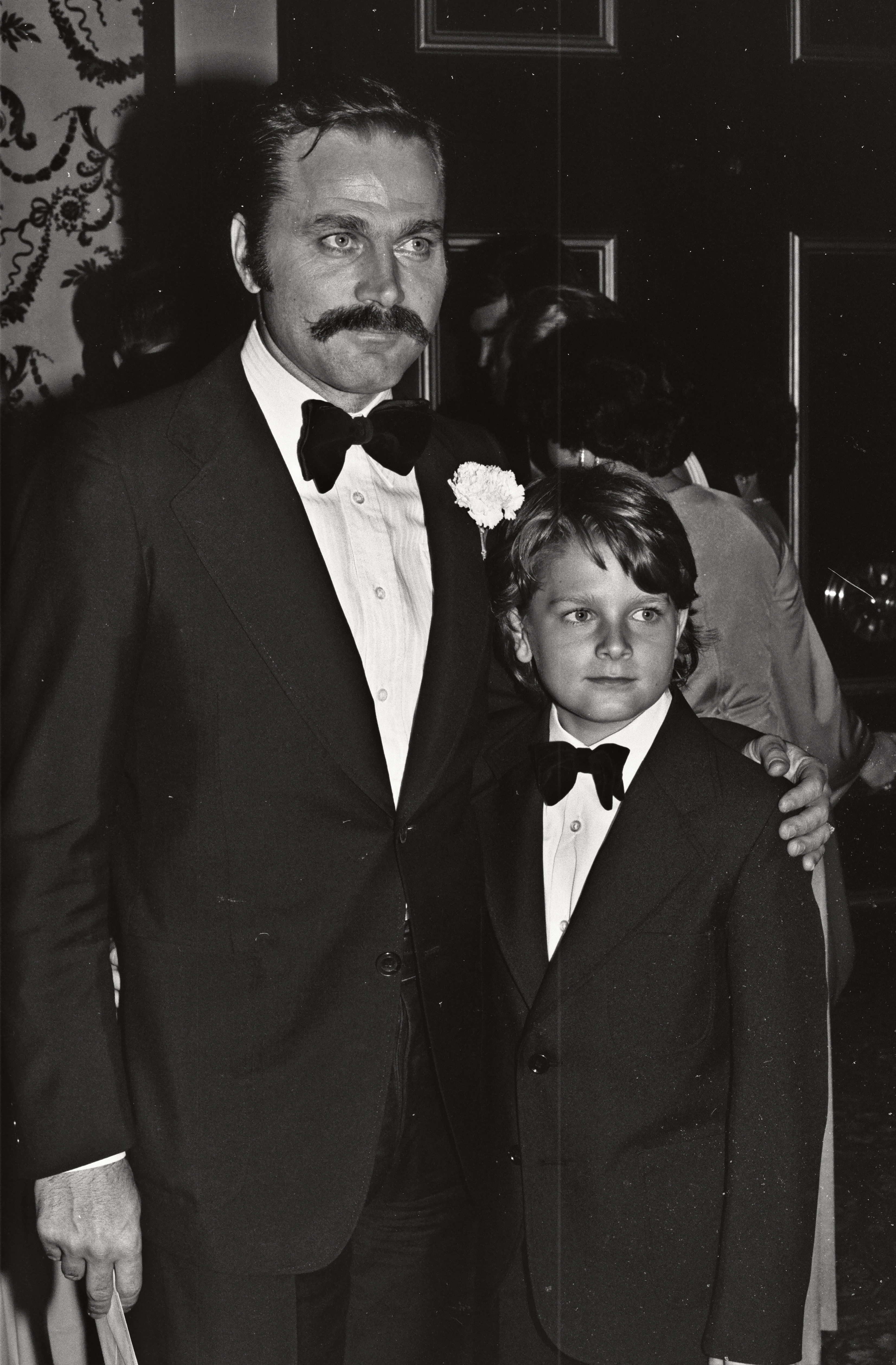
Franco Nero e Carlo Gabriel Nero (maggio 1979)

Carlo Nero è figlio degli attori Franco Nero e Vanessa Redgrave. Le attrici Joely Richardson e Natasha Richardson sono sue sorellastre, e inoltre è nipote degli attori Corin Redgrave e Lynn Redgrave. Carlo Nero ha diretto la madre e la sorellastra Joely nel 2004 nel film The Fever.

## Vita privata
Ha sposato l'attrice Jennifer Wiltsie e ha avuto un figlio, Raphael Walter Elliott Sparanero, e una figlia, Lilli Angelina Rose Sparanero.

## Filmografia

### Sceneggiatore
- Larry's Visit (1996)
- Il tocco: la sfida (1997)
- L'escluso (1999)
- The Fever (2004)

### Regista
- Larry's Visit (1996)
- L'escluso (1999)
- The Fever (2004)

### Attore
- Il giorno del Cobra (1980)
- Il bandito dagli  occhi azzurri (1980)

## Discografia
- 1985 – Will Change the World/Cambierà (Lovers, LVNP 802, 7" - con il padre Franco)